# Morte de Napoleão Bonaparte
A morte de Napoleão Bonaparte aconteceu no 5 de maio de 1821 em Longwood na Ilha de Santa Helena quando ele tinha 51 anos. Ele está sepultado no Hôtel des Invalides em Paris.

## Circunstâncias da morte

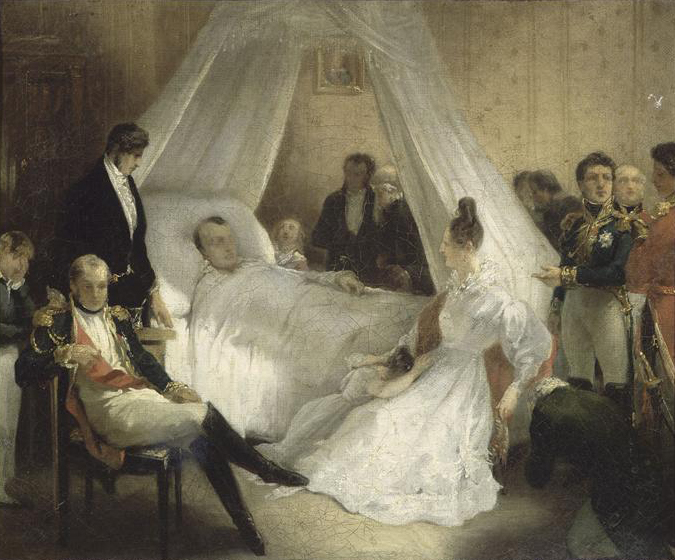
Morte de Napoleão em Santa Helena por Carl Von Steuben.

Em 5 de maio de 1821, com uma violenta tempestade assolando a ilha, Napoleão morreu, segundo a opinião do médico, não de um câncer no estômago, e sim, devido a uma úlcera sem os devidos tratamentos, que comera os seus órgãos vitais de forma brusca. Existindo controvérsias quanto a causa da morte, que teria sido ele assassinado por envenenamento.

### Lenda sobre amputação
Há uma lenda que diz que Napoleão foi enterrado sem o pênis, que teria sido amputado horas depois de sua morte. Depois de 170 anos a relíquia teria aparecido nos Estados Unidos, guardada por John Lattimer, professor de Urologia da Universidade de Colúmbia, em Nova Iorque.
A amputação teria sido feita pelo médico francês Francesco Antommarchi, despachado para Santa Helena para cuidar da úlcera de estômago que acabou por matar Napoleão. Antommarchi, um anatomista que pouco entendia de doenças, irritou o intempestivo corso, que o recebia a cusparadas e insultos. "Foi a vingança do médico", disse Lattimer.
Embora seja provável, não está provado que tenha sido o médico que fez a autópsia, Dr. Francesco Antommarchi, a subtrair o órgão genital de Napoleão. Na sala estavam presentes dezessete testemunhas, sete médicos ingleses, duas criadas de Napoleão, um padre de nome Razer e ainda um servo árabe de nome Ali. Haveria, portanto, 29 suspeitos.
Embora os rumores persistam até os dias de hoje, a tal amputação nunca foi comprovada.